# Nakatsugawa
Nakatsugawa (中津川市 -shi) é uma cidade japonesa localizada na província de Gifu.
Em 31 de Dezembro de 2004 a cidade tinha uma população estimada em 86 498 habitantes e uma densidade populacional de 128 h/km². Tem uma área total de 676,38 km².
Recebeu o estatuto de cidade a 1 de Abril de 1952.
A cidade de Nakatsugawa mantém um convênio com o município de Registro, que são cidades-irmãs. Várias obras e reformas na cidade de Registro, que foram feitas com o intuito de se comemorar o Centenário da Imigração Japão-Brasil, foram feitas com o dinheiro recebido a partir deste convênio.

## Cidade-irmã
- Registro, Brasil